# Irina Mavrodin
Irina Mavrodin (n. 12 iunie 1929, Oradea, România – d. 22 mai 2012, București, România) a fost o profesoară de literatură franceză (inițial la Universitatea din București, ulterior profesor consultant la Universitatea din Craiova), traducătoare română de limba franceză, poetă și eseistă. A tradus ciclul de romane În căutarea timpului pierdut a lui Marcel Proust, publicat de editura Univers. Este autoarea a numeroase volume de traduceri importante, poeme și eseuri.

## Biografie
Irina Mavrodin s-a născut la 12 iunie 1929. Părinții ei erau Anastase Mavrodin, profesor, și Maria (născută Popescu).
A urmat studii la Liceul „Unirea” din Focșani (1940-1950), întrerupte timp de doi ani. A devenit licențiată a Universității din București (Facultatea de Limbi Străine, secția limba franceză) în 1954. A obținut titlul de doctor, în domeniul literaturii franceze, cu teza Nathalie Sarraute et le Nouveau Roman (1971).
Irina Mavrodin a fost profesor la Facultatea de Limbi Străine a Universității din București, catedra de literatură franceză și asistenta lui Valentin Lipatti.
Debutează cu două poeme în volumul colectiv O sută de poeți în anul 1967 iar în anul 1970 cu Poeme. Colaborează în revistele Steaua , Gazeta Literară, Secolul 20, Luceafărul, Cronica, Tribuna, Ateneu, Familia și România literară.

## Selecție din volumele traduse
- Albert Cohen, ,,Frumoasa Domnului", Editura EST, 2000
- Patrick Rambaud, ,,Batalia", Editura EST
- Jean Cocteau, ,,Scrisoarea câtre americani", Editura EST
- Paul-Louis Courier, ,,Pamfletul pamfleturilor", Editura EST
- Paul-Louis Courier, ,,Scrisori din Franța și Italia", Editura EST
- Doamna de Stael, Scrieri alese, Editura pentru literatură universală, București, 1967
- Flaubert, ,,Bouvard și Pecuchet", Dicționar de idei primite de-a gata, Străbătând câmpii și țărmuri, Editura Univers, București, 1984;
- Proust - În căutarea timpului pierdut, Swann, Editura Univers, București, 1987;
- Proust - În căutarea timpului pierdut, La umbra fetelor în floare, Editura Univers, București, 1988;
- Proust - În căutarea timpului pierdut, Guermantes, Editura Univers, București, 1989;
- Proust - În căutarea timpului pierdut, Sodoma și Gomora, Editura Univers, București, 1995;
- Proust - În căutarea timpului pierdut, Prizoniera, Editura Univers, București,1998;
- Proust - În căutarea timpului pierdut, Plecarea Albertinei, Editura Univers, București,1999;
- Proust - În căutarea timpului pierdut, Timpul regăsit, Editura Univers, București, 2000;

Romanele lui Albert Camus, alaturi de Modest Morariu, Mihaela Simion, publicate la editura RAO
- Andre Gide, Amintiri de la curtea cu juri, RAO
- Marcel Proust, Eseuri, RAO
- Stendhal, Roșu și negru, Editura Leda, Bucuresti, 2006
- Maurice Blanchot, Spațiul literar (Premiul Uniunii Scriitorilor), ediția a doua, Minerva, 2007
- Flaubert, Salammbo, Editura Leda, 2007

## Alte traduceri
A mai tradus din: Doamna de Sévigné, Albert Camus, Élie Faure, André Gide, Francis Ponge, Henry de Montherlant, Aloysius Bertrand, Gérard Genette, Eugéne Delacroix, Paul Ricoeur, Mircea Eliade (a tradus Romanul adolescentului miop din româna în franceza), Gaston Bachelard, Emil Cioran, André Pieyre de Mandiargues, Patrick Rambaud, Paul-Louis Courier, Jean Cocteau, Marguerite Duras.

## Alte volume
- Proză fantastică franceză (vol. I-III), 1982,  Editura Minerva, BPT,  # 1109-1111 - editor

## Versuri
- Poeme, Cartea Românească, 1970;
- Reci limpezi cuvinte, Cartea Românească, 1971;
- Copac înflorit, Cartea Româneasca, 1978;
- Picătura de ploaie, Cartea Românească, 1987;
- Vocile, Cartea Românească, 1998, Premiul Uniunii Scriitorilor;
- Punere în abis, Poeți români contemporani", Eminescu, 2000.

## Eseuri critice
- Spațiul continuu, Univers, 1972;
- Romanul poetic, Univers, 1977;
- Poussin. Praxis și metoda, Meridiane, 1981;
- Modernii, precursori ai clasicilor, Dacia, 1981;
- Poietica și poetica, Univers, 1982; ed. 2, Scrisul Românesc, 1998;
- Stendhal Scriitura și cunoastere, Albatros, 1985;
- Punctul central, Eminescu, 1986;
- Mâna care scrie: Spre o poietică a hazardului, Editura EST, 2001, Premiul Uniunii Scriitorilor, Premiul Academiei Române;
- Uimire și poiesis, Scrisul Românesc, 1999;
- Cvadratura cercului, Eminescu, 2001.

## Funcții și afilieri
- Director al colecției „Lettres roumaines“, editura Actes Sud, Franța (1991-2002).
- Președintă a Asociatiei „Prietenii lui Emil Cioran“.

## Premii și decorații
- Pentru poeziile, pentru eseurile și pentru traducerile sale, a primit mai multe premii: Premiul Academiei Romane, Premiul Uniunii Scriitorilor (primit de mai multe ori)etc.
- Decorații: Ordinul „Chevalier des Arts et des Lettres“, conferit de Statul francez
- Doctor Honoris Causa al Universității din Suceava
- Ordinul național „Steaua României” în grad de Cavaler (1 decembrie 2000) „pentru realizări artistice remarcabile și pentru promovarea culturii, de Ziua Națională a României”[8]